# Catherine Tate
Catherine Tate, właśc. Catherine Ford (ur. 5 grudnia 1969 w Londynie) – angielska aktorka filmowa, telewizyjna i radiowa, a także scenarzystka. Twórczyni programu Catherine Tate Show.

## Życiorys
Ukończyła Central School of Speech and Drama w Londynie. Karierę aktorską rozpoczęła w 1990 roku, pojawiając się w telewizyjnych serialach komediowych. Po raz pierwszy została zauważona podczas festiwalu filmowego w Edynburgu, kiedy to zaprezentowała widowni show jednego aktora. Zaczęła otrzymywać role w filmach komediowych. W tym czasie występowała również z Royal Shakespeare Company w londyńskim Teatrze Narodowym.
W 2004 spotkała Geoffreya Perkinsa z BBC Two, który pomógł jej opracować własny program telewizyjny, który został wyemitowany w TV jako Catherine Tate Show, gdzie aktorka odgrywa epizody ukazując się widzom w rozmaitych rolach. Jest tam zarówno kontrowersyjną nastolatką, jak i schorowaną staruszką z domu starców. Po sukcesie pierwszego sezonu Catherine Tate została nominowana do Brytyjskiej Nagrody Komediowej. Aktorka otrzymała nagrodę w kategorii najlepsza rola komediowa. Po nagraniu trzeciego sezonu Catherine Tate Show w 2006 otrzymała nagrodę National Television Award dla najpopularniejszej komedii. Określenie „bovvered”, którego używa Laureen Cooper (jedna z postaci grana przez Catherine Tate), weszło do mowy potocznej i zostało uznane za słowo roku 2006.
W 2006 gościnnie wystąpiła w brytyjskim serialu science-fiction pt. Doktor Who w dwóch odcinkach o nazwie: Dzień zagłady oraz Uciekająca panna młoda jako towarzyszka Doktora, Donna Noble. Do serialu powróciła w 2008 roku występując w całej czwartej serii. Na przełomie 2009 i 2010 roku ponownie powróciła w dwuodcinkowej historii pt. Do końca wszechświata, co było również ostatnim jej wystąpieniem w serialu.

## Życie prywatne
Do 2011 roku była związana z Twigem Clarkiem, z którym ma córkę, Erin.

## Nagrody i nominacje

### Nagrody
- 2004: British Comedy Award – najlepsza rola komediowa
- 2006: Nagroda Telewizji RTS – najlepszy film komediowy
- 2006: British Comedy Award – najlepsza aktorka w komedii telewizyjnej
- 2007: National Television Awards – najpopularniejszy program komediowy
- 2008: Quick TV Award – najlepsza aktorka w serialu dramatycznym (za rolę w Doctor Who)

### Nominacje
- 2004: British Comedy Award – najlepsza aktorka w komedii telewizyjnej
- 2005: British Comedy Award – Najlepsza aktorka w komedii telewizyjnej
- 2005: British Comedy Award – People's Choice Award (nagroda publiczności dla najbardziej popularnej osoby, Catherine Tate otrzymała w ankietach najwięcej głosów, ale nagrody nie otrzymała)
- 2005: Emmy – najlepsza aktorka
- 2005: BAFTA TV Award – najlepszy nowy twórca scenariusza
- 2005: BAFTA TV Award – za udział w najlepszym programie lub serialu komediowym
- 2006: BAFTA TV Award – najlepsza komedia
- 2007: BAFTA TV Award – najlepszy program komediowy
- 2008: Wielka Brytania Nickelodeon's Kids Choice Awards 2008 – najzabawniejsza osoba
- 2008: Wielka Brytania Nickelodeon's Kids Choice Awards 2008 – najlepsza aktorka telewizyjna (dla Doctor Who)
- 2008: National Television Award – najlepsza rola dramatyczna (na Doctor Who)

## Filmografia
| Rok              | Film                                          | Rola                  | Uwagi                                                                      |
| ---------------- | --------------------------------------------- | --------------------- | -------------------------------------------------------------------------- |
| 1990             | Surgical Spirit                               | Dziewczyna syna       |                                                                            |
| 1993             | The Bill                                      | WDC Palmer            |                                                                            |
| 1994             | Milner                                        | Jesson's P.A.         |                                                                            |
| 1994             | Men Behaving Badly                            | Młoda kobieta         |                                                                            |
| 1998-2002        | Big Train                                     | różne role            |                                                                            |
| 2000             | That Peter Kay Thing                          |                       |                                                                            |
| 2001             | Attention Scum                                |                       |                                                                            |
| 2002-2004        | Wild West                                     | Angela Phillips       |                                                                            |
| 2004–2007 2009-  | The Catherine Tate Show                       | różne role            |                                                                            |
| 2005             | Bleak House                                   | Pani Chadband         |                                                                            |
| 2006             | Miłość i inne nieszczęścia                    | Talullah Wentworth    |                                                                            |
| 2006             | Starter for 10                                | Julie Jackson         |                                                                            |
| 2006             | Sixty Six                                     | Ciotka Lila           |                                                                            |
| 2006             | Scenes of a Sexual Nature                     | Sara                  |                                                                            |
| 2005             | Agatha Christie: Panna Marple                 | Mitzi Kosinski        | odcinek 1x04 Morderstwo odbędzie się...                                    |
| 2006 2008 – 2010 | Doktor Who                                    | Donna Noble           | Dzień zagłady Uciekająca panna młoda Sezon 4. (cały) Do końca wszechświata |
| 2007             | Mrs Ratcliffe's Revolution                    | Dorothy Ratcliffe     |                                                                            |
| 2009             | The Sunday Night Project                      | ona sama              | Gość                                                                       |
| 2009             | The Justin Lee Collins Show                   | ona sama              | Gość                                                                       |
| 2009             | Genius                                        | ona sama              | Gość                                                                       |
| 2009             | Never Mind the Buzzcocks                      | ona sama              | Gość                                                                       |
| 2010             | Podróże Guliwera                              | Królowa Lilliputów    |                                                                            |
| 2011             | Monte Carlo                                   | Alicia Winthrop-Scott |                                                                            |
| 2014             | Ale szopka 3: Koleś, gdzie jest mój osiołek?! | Sophie Ford           |                                                                            |